# Pandanus navigatorum
Pandanus navigatorum är en enhjärtbladig växtart som beskrevs av Ugolino Martelli. Pandanus navigatorum ingår i släktet Pandanus och familjen Pandanaceae.

## Underarter
Arten delas in i följande underarter:
- P. n. elbertii
- P. n. navigatorum